# A magyar nyelv történeti korszakai

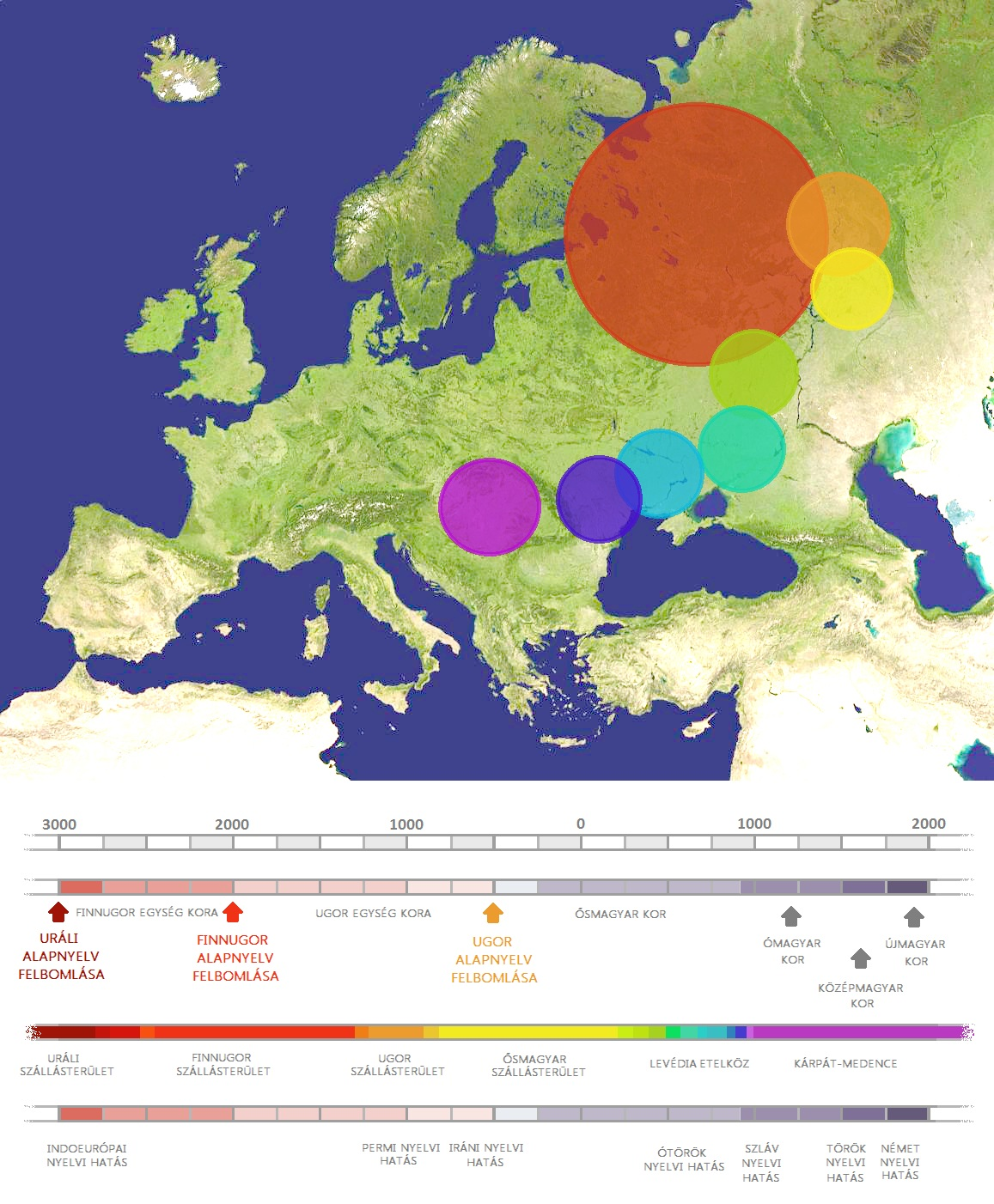
Más nyelvi hatások a magyar nyelvre a magyarok vándorlása során

A magyar nyelv történeti korszakai az ősmagyar kor (i. e. 1000–i. sz. 896), az ómagyar kor (896–1526), a középmagyar kor (1526–1772), az újmagyar kor (1772–1920) és az újabb magyar kor (1920 óta).
Korábban az előmagyar kort is számontartották (i. e. IV. évezred – i. e. 1000 vagy 500), de ezt ma már a történeti nyelvtudomány elveti, mivel a magyar nyelv önálló története akkor és azzal kezdődött, hogy elszakadt az uráli, finnugor, ugor alapnyelvektől. Az ősmagyar kor kezdetére korábban i. e. 500-at adtak meg, de az újabb kutatások alapján ezt i. e. 1000-re módosították. Az újabb magyar kor új fejlemény a korábbi felosztáshoz képest. A fentiek alapján a magyar nyelv mintegy 3000 éve vált önállóvá, régebben az összes mai szláv és újlatin nyelvnél.

## Ősmagyar kor
A magyar nyelv önálló életének kezdetétől a honfoglalásig számítják. A magyar nyelvű népesség törzsi nyelvjárásokat beszélt. Az ebből a korból maradt magyar nyelvemlékeket kárpát-medencei rovásírással és székely–magyar rovásírással írták, bár szórványosan maradtak fenn magyar szavak görög betűkkel leírva Bíborbanszületett Konstantin munkájában is.

## Ómagyar kor
A honfoglalástól a mohácsi csatáig tart. A letelepedő magyarság új szomszédokkal kerül kapcsolatba, új nyelvekkel érintkezik. A kereszténység felvétele és az államiság a műveltség változását vonja maga után. Megkezdődik a latin betűs írásbeliség. Az ómagyar korban kialakult latinbetűs magyar írásbeliséget régi magyar helyesírásnak is nevezzük. A nyelvet elsősorban a szláv és a latin befolyásolja.

## Középmagyar kor
A mohácsi vésztől a magyar felvilágosodás kezdetéig terjed. Az ország három részre szakad, jelentős népmozgást eredményeznek a háborúk majd a betelepítések, a nyelvjárások is keverednek egymással. Megjelenik a reformáció és a könyvnyomtatás, így szélesebb körben elterjed a magyar írásbeliség. Elkezd normalizálódni az irodalmi nyelv. Elsősorban a német nyelv hatása érvényesül.

## Újmagyar kor
A felvilágosodástól a trianoni békeszerződés megkötéséig tartó időszak elnevezése. Ekkor zajlik le a nyelvújítás, a magyar hivatalos nyelv lesz (1844), a Magyar Tudományos Akadémia 1832-ben kodifikálja a köznyelv írott változatát (magyar helyesírás). Az iskoláztatás kötelezettségével szélesedik az írni-olvasni tudók köre. A nyelvváltozatok egyre inkább konvergálnak egymás felé.

## Újabb magyar kor
A trianoni békétől napjainkig tart. A magyar nyelvközösség szétszakadásával kezdődik, a Magyarországon kívül beszélt nyelvváltozatok megerősödnek. A 20. századi modernizálódással, rohamos technikai fejlődéssel azonban csökken a nyelvjárások szerepe.